# Tupambaé
Tupambaé – miasto w Urugwaju, w departamencie Cerro Largo.